# Dypsis jumelleana
Dypsis jumelleana là loài thực vật có hoa thuộc họ Arecaceae. Loài này được Beentje & J.Dransf. mô tả khoa học đầu tiên năm 1995.